# Jean-Marie Beaupuy

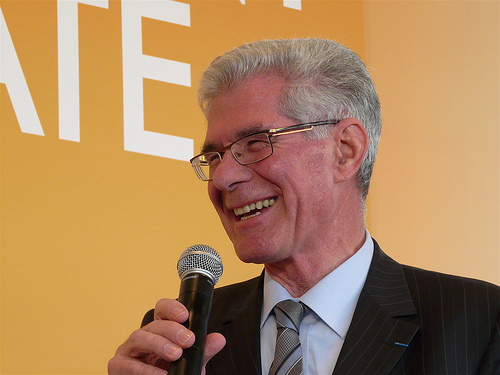
Jean-Marie Beaupuy

Jean-Marie Beaupuy (ur. 28 listopada 1943 w La Chapelle-sur-Loire) – francuski polityk, przedsiębiorca, eurodeputowany.

## Życiorys
Ukończył studia w École supérieure des sciences commerciales d'Angers w Angers. W 1975 założył własną firmę pod nazwą Stratégie Formation.
Zaangażował się w działalność Unii na rzecz Demokracji Francuskiej, został członkiem biura politycznego tego ugrupowania. Od 1979 do 2004 był radnym departamentu Marna, pełnił funkcję wiceprzewodniczącego rady generalnej. W 1983 wybierany na radnego Reims, dwukrotnie (od 1983 do 1995 i od 2001 do 2008) zajmował stanowisko zastępcy mera tego miasta. W latach 1998–2004 był dyrektorem szpitala psychiatrycznego w departamencie Marne.
W 2004 uzyskał mandat posła do Parlamentu Europejskiego. W PE przystąpił do grupy Porozumienia Liberałów i Demokratów na rzecz Europy. W 2007 w okresie przekształceń UDF poparł lidera Unii, wstępując do Ruchu Demokratycznego. W 2009 bez powodzenia kandydował w wyborach europejskich.